# Alice Bonthron
Alice Charlotte Bonthron, född den 28 september 1851 i Röstånga församling i dåvarande Malmöhus län död den 15 mars 1928 i Sigtuna församling i Stockholms län, var en svensk handikappedagog.

## Biografi
Alices föräldrar var David Wilhelm Bonthron 1816-1902 (handlande, gästgivare på Biekemosse, markententare på Ljungbyhed) och Ebba Charlotta Du Rietz 1814-1861. Alice född på landet hade ett öppet sinne för naturen och stark kärlek till djur. Som barn red hon gärna ikapp med de oförvägnaste pojkar.
Alice var bara nio år när hennes mor dog i lungtuberkulos. Efter en vinter när Alice på en egendom gått en hushållskurs och bott i ett ouppeldat rum drabbades hon av ledgångsreumatism. Som ung brud fick hon ett anfall av sjukdomen och tvingades använda kryckor vid vigseln 1872 med lantbrukaren Per Johansson (1844-1877). Per Johansson dog bara trettiotre år gammal och då var yngsta barnet två dagar och de två andra fyra år och två år. Alice var änka och tjugofem år och måste så småningom för några få år lämna ifrån sig barnen till släktingar. Ensam måste hon finna sig en försörjning. Hon fick efter en tid en plats på den nybildade telefonstationen i Göteborg och drygade ut inkomsten med att  arbeta hemma med strumpstickningsmaskin. 
Olof Carlander hade efter en läkarkongress i Köpenhamn blivit inspirerad att hjälpa handikappade i Sverige som då var helt försummade. När han träffade Alice Bonthron genom en vän såg han hennes kapacitet och våren 1885 utsågs hon till föreståndare för Sveriges första skola och hem för vanföra i Göteborg, som kom igång tack vare att Carlander lyckats finna mecenater till den. Alice fick resa till Köpenhamn för att under några månader studera arbetet på Vanföreanstalten i Köpenhamn som leddes av Johanne Pedersen. Hon följde bland annat arbetet på dr Panums klinik och fick redan då full förståelse för vikten av klinik och ortopedisk behandling. Det gällde först och främst att försöka förhindra handikapp. Arbetsskolan började hösten 1885 i en liten lokal vid Södra Allégatan i Göteborg och en liten klinik kom till stånd där Alice själv assisterade läkaren Emil Strandman, som först arbetade gratis och sedan för en ringa ersättning. 1889 dog Carlander. Mer och mer kom ett behov av ett hem eftersom människor som behövde hjälp kom från hela landet och Alice hade allt svårare att finna lämpliga hem ute i Göteborg. Men inom en kort tidsperiod fick hon till byggnadsfonden in tillräckligt med pengar genom donationer och anstalten vid Ängagården kunde börja byggas. 9 november 1912 stod den ståtliga byggnaden klar. 
Bonthron var fram till 1917 fortsatt dess föreståndare. Tillsammans med Patrik Haglund tog hon 1911 initiativ till bildandet av Svenska vanföreanstalternas centralkommitté.
Alice Bonthron bodde 1890 i Masthugget, Göteborg, tillsammans med sonen Per Erik (född 1873) och dottern Ebba Elisabet (född 1875).
Har fått en gata i Rambergsstaden uppkallad efter sig 